# Charlotte Pistorius
Charlotte Pistorius (* 5. November 1776 in Reinkenhagen als Charlotte Helene Henriette Pritzbuer; † 14. September 1850 in Garz/Rügen) war eine deutsche Dichterin. Sie gehörte dem Freundeskreis um Ernst Moritz Arndt an.

## Leben
Sie war die Tochter des Reinkenhagener evangelischen Pfarrers Samuel Theodor Friedrich Pritzbuer (1731–1819) und dessen dritter Frau Helena Dorothea Margarete, geb. von Hellström († 1816). Die Familie zog 1787 nach Garz auf Rügen, wo der Vater Pfarrer an der St.-Petri-Kirche wurde. Charlotte Pritzbuer eignete sich, angeregt durch ihr Elternhaus vor allem autodidaktisch eine umfangreiche Bildung an.
Am 3. September 1797 heiratete sie Johann Philipp Pistorius (1767–1823), den zweiten Sohn des Poseritzer Propstes Hermann Andreas Pistorius und Amtsgehilfen ihres erkrankten Vaters. Nach dem Tod ihres Schwiegervaters 1798 fand ihr Schwager Christian Pistorius (1765–1823) Aufnahme im Haus des jungen Paares. Seit 1807 litt ihr Mann an einer Lungenkrankheit, an der er 1823 starb. Die Ehe war kinderlos geblieben. Im selben Jahr starb auch ihr Schwager, so dass sie im Gnadenjahr bis 1824 allein im Pfarrhaus lebte, bevor sie ins Predigerwitwenhaus zog. Von 1825 bis 1826 führte sie in Greifswald den Haushalt des verwitweten Professors Karl Schildener, kehrte dann aber wieder nach Garz zurück. Sie widmete sich wohltätigen Zwecken, wie der Weiterbildung der unteren Bevölkerungsschichten. 1833 nahm sie ihren Schwager Karl Pistorius auf, den sie bis zu seinem Tode 1844 pflegte.
Charlotte Pistorius führte einen umfangreichen Briefwechsel. So war sie seit ihrer Jugendzeit mit Ernst Moritz Arndt bekannt und später befreundet. Arndt widmete ihr mehrere Gedichte. Bereits 1796 und 1797 korrespondierte sie mit Ehrenfried von Willich, einem späteren Freund Friedrich Schleiermachers. Beide äußerten sich in den Briefen unter anderem zu literarischen Neuerscheinungen. Schleiermacher lernte sie 1804 bei dessen Besuch auf Rügen anlässlich Willichs Hochzeit kennen. Auch mit ihm unterhielt sie sich über Literatur – unter anderem über Novalis – und Religion. Befreundet war sie mit Charlotte von Kathen, die schon früher mit Arndt und Schleiermacher im Briefwechsel stand. Durch den Stralsunder Bürgermeister Karl Gustav Fabricius wurde sie zu eigenen Studien zur Geschichte Rügens angeregt. Der Gesellschaft für pommersche Geschichte und Altertumskunde sandte sie Aufsätze und Zeichnungen, die zum Teil in den Baltischen Studien Verwendung fanden. Außerdem verfasste sie eine Lebensbeschreibung ihres Vaters. Sie hinterließ eine Sammlung von Gedichten und Gedichtentwürfen.